# عضة (يريم)

تعديل مصدري - تعديل

عضة هي إحدى قرى عزلة ارياب بمديرية يريم التابعة لمحافظة إب، بلغ تعداد سكانها 691 نسمة حسب تعداد اليمن لعام 2004.